# Vrščaj
Vrščaj je priimek več znanih Slovencev:
- Aljoša Vrščaj, klasični kitarist
- Bojana Vrščaj (por. Mihelčič) (*1980), telovadka
- Borut Vrščaj, agronom, pedolog, izr. prof. dr.
- Eva Vrščaj, dr. med.
- Karmen Kramer Vrščaj, dr. med., pulmologinja in alergologinja
- Dušan Vrščaj, dr. med. (1921—2010), mikolog, častnik in zdravnik internist
- Dušan Vrščaj (*1949), biolog, metodik
- Ivan Vrščaj (1871—1948), pedagog
- Jože Vrščaj (*1950), kipar
- Jure Vrščaj, arhitekt
- Maks Vrščaj (*1995), jadralec
- Marjetka Uršič Vrščaj (1952—2012), zdravnica ginekologinja, onkologinja
- Roman Vrščaj, hokejist
- Sonja Vrščaj (r. Zabric) (1925—2021), aktivistka OF, interniranka v Auschwitzu
- Stane Vrščaj, partizanski tehnik
- Tina Vrščaj (*1987), pisateljica, literarna kritičarka
- Zima Vrščaj Holy (1912—1998), mladinska pisateljica, urednica, publicistka in političarka
- Zinka Vrščaj, igralka hazene
- Žiga Vrščaj (*1993), atlet

## Glej še
- priimek Vršaj : Egidij Vršaj (1923—2009), gospodarstvenik in publicist v Trstu
- priimek Vršič
- priimek Vršnik (Jože Vršnik -"Robanov Joža" 1900—1973), zbiralec izročila, ljudski pesnik - "bukovnik"